# 第10偵察隊
第10偵察隊（だいじゅうていさつたい、JGSDF 10th Reconnaissance Unit）は、陸上自衛隊春日井駐屯地（愛知県春日井市）に駐屯していた第10師団隷下の機甲科（偵察）部隊で2024年（令和6年）3月20日に廃止され第10戦車大隊と統合され、第10偵察戦闘大隊に改編された。

## 概要
情報収集専任部隊として第10師団の行動に必要な情報を偵察警戒車、軽装甲機動車や偵察用オートバイなどの車両や各種偵察用器材を使用して情報収集する任務にあたっていた。隊長は、2等陸佐が充てられ、隊旗は大隊旗を使用していた。

## 沿革
第10混成団偵察中隊
- 1958年（昭和33年）6月25日：第10混成団偵察中隊が今津駐屯地において編成。第10混成団に隷属。

第10偵察隊
- 1962年（昭和37年）
  - 1月18日：第10混成団の第10師団への改編に伴い、第10偵察隊に称号変更。第10師団に隷属。
  - 1月23日：第10偵察隊が西山分屯地へ移駐。
- 1967年（昭和42年）3月10日：春日井駐屯地が発足。
- 1991年（平成03年）3月29日：部隊新編等。

1. 本部付隊を新編。
2. 電子偵察小隊を新編。
3. 87式偵察警戒車が配備。

- 1992年（平成04年）3月：改編「偵察小隊Ｃ班」を新編（偵察警戒車の配備）[3]。
- 1996年（平成08年）3月：改編「偵察小隊Ｃ班」を新編（人員の増員・偵察警戒車の配備）。
- 2004年（平成16年）3月27日：部隊新編等。

1. 第3偵察小隊を新編。
2. 後方支援体制変換に伴い、整備部門を第10後方支援連隊第2整備大隊偵察直接支援小隊へ移管。

- 2014年（平成26年）3月26日：第10師団の即応近代化改編。

1. 第3偵察小隊（コア部隊）を廃止し、常備自衛官で充足。
2. 第4偵察小隊を新編。
3. 軽装甲機動車が配備。

- 2024年（令和06年）
  - 3月11日：編成改組式を挙行[4]。
  - 3月20日：第10偵察隊（春日井駐屯地）が廃止。廃止後は第10戦車大隊（今津駐屯地）と統合され、豊川駐屯地に移駐し第10偵察戦闘大隊に改編[5]。

## 廃止時の部隊編成
- 第10偵察隊本部
- 第10偵察隊本部付隊：82式指揮通信車
- 電子偵察小隊：85式地上レーダー装置 JTPS-P11
- 第1偵察小隊：87式偵察警戒車、軽装甲機動車、偵察用オートバイ
- 第2偵察小隊：87式偵察警戒車、軽装甲機動車、偵察用オートバイ
- 第3偵察小隊：87式偵察警戒車、軽装甲機動車、偵察用オートバイ
- 第4偵察小隊：87式偵察警戒車、軽装甲機動車、偵察用オートバイ

装備車両の部隊表示は、全て「10偵」

## 整備支援部隊
- 第10後方支援連隊第2整備大隊偵察直接支援小隊「10後支-2-偵」（春日井駐屯地）：2004年（平成16年）3月27日から

## 主要装備
- 87式偵察警戒車
- 82式指揮通信車
- 軽装甲機動車
- 1/2tトラック / 73式小型トラック
- 1 1/2tトラック / 73式中型トラック
- 3 1/2tトラック / 73式大型トラック
- 偵察用オートバイ
- 89式5.56mm小銃